# Comme un bruit qui court
Comme un bruit qui court est une émission de radio spécialisée en reportages sociaux, diffusée entre 2014 et 2019 sur France Inter. Elle succède à l'émission Là-bas si j'y suis de Daniel Mermet.

## L'émission sur France Inter

### Débuts
Plusieurs des journalistes de Là-bas si j'y suis (Antoine Chao, Charlotte Perry et Giv Anquetil) y contribuent et en sont à l'origine .

### Description
Sa description est résumée sur le site web de France Inter est (2019) : « Le magazine de reportage du samedi sur France Inter. Du son et du sens pour raconter les luttes d'hier et d'aujourd'hui. »
La vie des gens d'ici ou d'autres pays, les mouvements sociaux ou les ghettos des riches, les menaces sur les services publics ou les lobbies des sociétés multinationales, l'altermondialisme, les OGM, les nanotechnologies, le microcrédit, sont quelques-uns des thèmes abordés par l'émission.
Son générique est le titre « La musique populaire » de Fantazio.

### Interruption
La fin de diffusion est évoquée pour la rentrée 2019. L'hebdomadaire Télérama titre en mai 2019 sur la question de « la fin d’une émission trop militante pour France Inter ». Le mensuel Les Inrockuptibles confirme, ainsi que l'équipe de l'émission en juin 2019[source insuffisante].

## Émissions dérivées
- 2019 : C'est bientôt demain (par Antoine Chao), émission hebdomadaire de 20 minutes environ, diffusée le samedi (2019-2020), puis le vendredi (2020-2021) puis le dimanche (2021-2022 et 2022-2023).
- 2019 : Des vies françaises (par Charlotte Perry), émission hebdomadaire de 10 minutes environ, diffusée le samedi.